# Miki Matsubara
Miki Matsubara (jap. 松原 みき, Matsubara Miki; * 28. November 1959 in Kishiwada; † 7. Oktober 2004 in Sakai) war eine japanische Sängerin, Liedtexterin und Komponistin, deren Karriere sich von 1979 bis 2001 erstreckte. Bekanntheit erlangte sie vor allem durch ihre 1979 erschienene Debütsingle Mayonaka no Door (Stay with Me).

## Leben
Miki Matsubara wuchs in der Nähe von Sakai auf. Ihre Mutter war als Jazzsängerin in der Band und Comedygruppe Crazy Cats tätig. Im Alter von drei Jahren lernte Matsubara das Klavierspielen und kam durch ihre Mutter mit der Jazzszene in Kontakt. Sie besuchte die Hiraoka Elementary School in Sakai und ab 1972 die Poole Gakuin Junior High School. Zur selben Zeit entdeckte Matsubara ihr Interesse an der Rockmusik und wurde Mitglied in der Rockband Kurei. 1975 wechselte sie als Keyboarderin zur Yoshinoya Band. Es folgten erste Auftritte in einem Club in Kyoto. Noch während ihrer Zeit an der High School zog Matsubara 1977 nach Tokio, um eine Laufbahn als Sängerin einzuschlagen.
1979 gelang Matsubara der Durchbruch als Sängerin mit ihrer Debütsingle Mayonaka no Door (Stay with Me), die Platz 28 der japanischen Singlecharts erreichte und von der 104.000 (laut der Plattenfirma Pony Canyon Records sogar 300.000) Kopien verkauft wurden. Es folgten Charterfolge wie Neat na gogo san-ji und The Winner. Matsubaras Lieder waren sowohl japanisch- als auch englischsprachig. Ihr erstes Album Pocket Park erschien 1980. Im Verlauf ihrer Karriere gründete Matsubara die Band Dr. Woo und arbeitete auch mit ausländischen Künstlern wie der Fusion-Band Dr. Strut aus Los Angeles zusammen. 1984 veröffentlichte sie mit Blue Eyes ein Album mit Coverversionen bekannter Jazzstücke. Insgesamt veröffentlichte Matsubara zwölf Studioalben und über ein Dutzend Singleauskopplungen.
Unter dem Pseudonym Suzie Matsubara schrieb und sang sie mehrere Stücke für die Animeserie Gu Gu Ganmo. Ihr Song The Winner wurde 1991 als Titelmelodie für die Animeserie Mobile Suit Gundam 0083: Stardust Memory verwendet. In den 1990er Jahren folgten weitere Arbeiten für Anime-Produktionen wie Gundam und diverse Werbespots. Matsubara schrieb zudem auch für andere japanische Musiker wie Hitomi Mieno und Mariko Kouda.
Miki Matsubara war mit Masaki Honjo verheiratet, der zwischenzeitlich als Schlagzeuger in ihrer Band spielte und später als Zahnarzt arbeitete. 2001 beendete sie nach einer Krebsdiagnose ihre Karriere offiziell, nachdem sie bereits im Jahr zuvor den Mitgliedern von Dr. Woo ihr krankheitsbedingtes Karriereende angekündigt hatte. Matsubara zog sich vollständig aus der Öffentlichkeit zurück und starb am 7. Oktober 2004 im Alter von 44 Jahren an den Komplikationen eines Zervixkarzinoms. Ihr Tod wurde erst zwei Monate später bekannt gegeben.
Seit den 2010er Jahren steigt die Popularität der als City Pop bezeichneten japanischen Popmusik der 80er Jahre, was zu einer erneuten Popularität von Künstlern wie Mariya Takeuchi und auch Miki Matsubara führte. Insbesondere seit 2020 wurde Matsubaras Song Stay With Me so zu einem millionenfach auf Plattformen wie YouTube aufgerufenen und auf TikTok verwendeten Internetphänomen. Aufgrund des erneuten Erfolgs erschienen  bei Pony Records mehrere Kompilationen der Sängerin, darunter Golden Best (2011), Light Mellow (2014) und Platinum Best (2017).

## Studioalben
- 1980: Pocket Park
- 1980: Who Are You?
- 1981: Cupid
- 1982: Myself
- 1982: 彩
- 1983: Revue
- 1984: Blue Eyes
- 1984: Cool Cut
- 1985: Lady Bounce
- 1987: Dirty Pair
- 1988: WiNK
- 1999: Mobile Suit Gundam 0083 Stardust Memory Vol. II